# Krasnodarská jaderná elektrárna
Krasnodarská jaderná elektrárna (rusky Краснодарская АЭС) byla plánovaná jaderná elektrárna v Sovětském svazu. Nacházet se měla poblíž města Mostovskoj v Krasnodarském kraji. Po havárii v Černobylu v roce 1986 a kvůli následnému ekonomickému kolapsu byly v lednu roku 1988 plány na jadernou elektrárnu v Krasnodarském kraji zrušeny. Ozývají se názory, že protesty proti Krasnodarské jaderné elektrárně spustily řetězovou reakci, kvůli které lidé začali protestovat i proti jiným jaderným elektrárnám v SSSR.

## Historie a technické informace

### Počátky
Pro umístění budoucí jaderné elektrárny bylo navrženo 46 míst, poté byl jejich počet snížen na 12, poté na 6.  V roce 1982 byla lokalita poblíž města Mostovskoj vybrána jako finální lokalita pro výstavbu jaderné elektrárny o výkonu 4000 MW a byla podrobněji prozkoumána z hlediska seismických, geologických a hydrologických vlastností, jakož i vlivů na faunu, flóru a ekonomický rozvoj území. Zajímavostí je, že volba Krasnodarského kraje byla učiněna zejména díky žádosti místních obyvatel, kteří doufali, že se jim podaří dostat pod kontrolu nedostatek elektřiny na severním Kavkaze. Elektrárna měla disponovat nejdřív jedním, později až čtyřmi tlakovodními reaktory VVER-1000/320. Tyto reaktory provozuje i jaderné elektrárna Temelín.

### Zrušení projektu
Po černobylské katastrofě v dubnu 1986 došlo poprvé k protestům proti elektrárně, především kvůli seismickým rizikům. Při několika příležitostech zaslali znepokojení občané regionu dopisy Ústřednímu výboru v Moskvě s žádostí o zrušení projektu. Jednalo se o vůbec první protest vůči jaderné elektrárně v Sovětském svazu, který později spustil řetězovou reakci a protestům proti ostatním jaderným elektrárnám.
Po nezadržitelných protestech komunistické vedení nakonec v lednu 1988 projekt zrušilo.

## Informace o reaktorech
| Reaktor     | Typ reaktoru  | Výkon  | Výkon   | Zahájení stavby                          | Připojení k síti                         | Uvedení do provozu                       | Uzavření |
| Reaktor     | Typ reaktoru  | Čistý  | Hrubý   | Zahájení stavby                          | Připojení k síti                         | Uvedení do provozu                       | Uzavření |
| ----------- | ------------- | ------ | ------- | ---------------------------------------- | ---------------------------------------- | ---------------------------------------- | -------- |
| Krasnodar-1 | VVER-1000/320 | 950 MW | 1000 MW | Plánovaná výstavba zrušena 1. ledna 1988 | Plánovaná výstavba zrušena 1. ledna 1988 | Plánovaná výstavba zrušena 1. ledna 1988 |          |
| Krasnodar-2 | VVER-1000/320 | 950 MW | 1000 MW | Plánovaná výstavba zrušena 1. ledna 1988 | Plánovaná výstavba zrušena 1. ledna 1988 | Plánovaná výstavba zrušena 1. ledna 1988 |          |
| Krasnodar-3 | VVER-1000/320 | 950 MW | 1000 MW | Plánovaná výstavba zrušena 1. ledna 1988 | Plánovaná výstavba zrušena 1. ledna 1988 | Plánovaná výstavba zrušena 1. ledna 1988 |          |
| Krasnodar-4 | VVER-1000/320 | 950 MW | 1000 MW | Plánovaná výstavba zrušena 1. ledna 1988 | Plánovaná výstavba zrušena 1. ledna 1988 | Plánovaná výstavba zrušena 1. ledna 1988 |          |